# Dalmacio García Izcara
Dalmacio García Izcara (1859-1927), fue un destacado veterinario y miembro de la Real Academia Nacional de Medicina.

## Biografía
Nació en 24 de septiembre de 1859 en la villa de Mira (Cuenca), en el seno de una familia de profesionales de la veterinaria.
Hizo los primeros estudios en Salvacañete, y después de cursar con brillantez los de segunda enseñanza ingresó en la Escuela Especial de Veterinaria de Madrid en 1877. Seguidamente consiguió por oposición la plaza de Director Anatómico de la Escuela de Veterinaria de Zaragoza, y en 1883 la Cátedra de Anatomía General y Descriptiva de León.
Seis años después, en 1889, tras brillantísimos ejercicios, en reñida oposición, pasó a la Cátedra de Cirugía. Desde 1912, durante muchos años, fue director de la misma, realizando durante su mandato una serie ininterrumpida de mejoras en servicios y Cátedras, con gran beneficio para la enseñanza.
En la Real Academia Nacional de Medicina fue recibido como electo el 20 de febrero de 1902, en la Sección de Higiene, para cubrir la vacante producida por la defunción de numerario Dr. Novaldos Balbuena.
Unánimemente fue siempre considerado como el Maestro y Patriarca de la veterinaria moderna Española. Estaba dotado de una extraordinaria inteligencia y laboriosidad sin pausa y en su época fue figura muy destacada en los más elevados medios científicos.

## Cargos ejercidos
- Inspector Veterinario de Salubridad. Madrid (1889).
- Presidente del Colegio de Veterinarios de Madrid (1905).
- Vocal de la Comisión Permanente contra la Tuberculosis (1906).
- Inspector Jefe del Servicio de Higiene de Veterinaria (1909).
- Académico de la Real de Medicina en 1902.
- Delegado oficial en el congreso internacional de Veterinaria en Londres (1914).
- Senador por la provincia de Cuenca (1923).[1]
- Consejero de Instrucción Pública (1926).
- Director de la Escuela Especial de Veterinaria de Madrid.
- Consejero Superior de Fomento.

## Obras (sólo una parte)
- Anatomía Patológica de la Rabia (1921).
- El latirismo en los animales domésticos (1917).
- Estudios sobre la triquina (1915).
- Evolución de la veterinaria (1915).
- Compendio de Cirugía Veterinaria (1906).
- La rabia y su profilaxis (1913).
- Diccionario de Veterinaria (1907).